# Dimitri Siniavin
Dimitri Nicoláyevich Siniavin o Seniavich (en ruso: Дмитрий Николаевич Сенявин; 6 de agostojul./ 17 de agosto de 1763greg. – 5 de abriljul./ 17 de abril de 1831greg.) fue un almirante ruso que se destacó en las guerras ruso-otomana y napoleónicas.

## Biografía
Nacido en una familia de oficiales navales de la entonces gobernación de Kaluga. D. N. Siniavin asistió al Cuerpo de cadetes navales y comenzó una extensa carrera militar en la Armada Imperial Rusa.
A lo largo de su trayectoria militar, Sinivain dirigió el bloqueo de los Dardanelos al inicio de la Guerra ruso-turca (1806-1812). Fue el causante de un incidente con Portugal al llegar con su escuadra y atracar en el mar de la Paja tras ser ordenado volver a Kronstadt después de participar en las campañas tras la toma de Corfú.
Al comienzo de la guerra de independencia de Grecia, el Partido Ruso solicitó al zar que enviase al «famoso Siniavin» en su apoyo, a lo el zar Alejandro I se negó, pues la figura de Siniavin había caído en desgracia al final de las guerras napoleónicas. Más tarde enviaría a un oficial que sirvió junto a Siniavin, Pedro Ivánovich Ricord.

## En la cultura popular
El acorazado ruso de comienzos del siglo XX Almirante Siniavin fue nombrado en su honor. El buque sería capturado por los japoneses tras la batalla de Tsushima y renombrado como Mishima (見島?) en 1905.